# Statuia lui Baba Novac din Cluj-Napoca

Statuia lui Baba Novac

Statuia lui Baba Novac din Cluj-Napoca, operă a sculptorului Virgil Fulicea, a fost ridicată lângă Bastionul Croitorilor în anul 1975, în amintirea lui Baba Novac. general al lui Mihai Viteazul.
La 5 februarie 1601, Baba Novac și duhovnicul său sârb au fost arși de vii în piața centrală a Clujului. Apoi trupurile lor au fost scoase în afara cetății și ridicate în țeapă, în apropierea Bastionului Croitorilor.
Statuia are o înălțime de 1,80 metri, este turnată în bronz și montată pe un soclu de beton, înalt de 2,2 m, placat cu travertin.
La data inaugurării statuii, pe soclu se afla următoarea inscripție: „Baba Novac, căpitan al lui Mihai Viteazul ucis în ziua de 5 februarie 1601. S-a ridicat acest monument spre cinstirea memoriei sale în anul 1975”.
În septembrie 1998, în perioada în care Gheorghe Funar era primarul Clujului, pe soclul statuii lui Baba Novac a fost montată o plăcuță cu textul: „Baba Novac, căpitan al lui Mihai Viteazul, ucis în chinuri groaznice de către unguri în data de 5 februarie 1601”.
Conducerea Partidului Popular Maghiar din Transilvania a sesizat Consiliul Național pentru Combaterea Discriminării în legătură cu această plăcuță, solicitând îndepărtarea acesteia pe motiv că are „un mesaj ofensator la adresa maghiarilor”.
În data de 2 octombrie 2013, autori necunoscuți au rezolvat această problemă și au îndepărtat cuvântul „unguri” de pe inscripție. Cuvântul unguri a fost șters de pe statuie pentru că într-adevăr era o greșeală, nu maghiarii, ci nobilimea din Cluj (printre care erau și maghiari), l-a omorât, deoarece nobilii clujeni erau susținători ai lui Sigismund Báthory, nu ai lui Mihai Viteazul.